# 日枝神社 (鶴ヶ島市高倉)
日枝神社（ひえじんじゃ）は、埼玉県鶴ヶ島市の神社。

## 歴史
創建年代は不明である。一説では奈良時代に高倉福信が近江国（現・滋賀県）から武蔵国（現・埼玉県）に移住する際、近江の日吉大社から分霊を勧請したといわれている。
当社では、例祭のときに「高倉獅子舞」と呼ばれる獅子舞が奉納される。この神楽は「三匹獅子舞」に分類され、秩父の山岳系獅子舞を基本としつつ、川越の平野系獅子舞を折衷したものという。現在、鶴ヶ島市の無形文化財に指定されている。

## 文化財
- 高倉獅子舞（鶴ヶ島市指定無形文化財 昭和49年11月1日指定）[2]

## 交通アクセス
- 一本松駅より徒歩20分。